# USL League One 2023
La USL League One 2023 è stata la quinta edizione del terzo livello del campionato professionistico statunitense di calcio organizzato dalla United Soccer League. Il numero di partecipanti al campionato in questa stagione è salito a quota 12, per effetto dell'ingresso del Lexington e dell'One Knoxville e del passaggio del FC Tucson in USL League Two. 

## Formula
Ogni squadra ha disputato 32 partite di stagione regolare, affrontando ciascun avversario per tre volte ad eccezione di uno, affrontato due volte. Al termine della stagione regolare, le prime sei classificate hanno poi disputato la postseason per determinare il campione. Nei playoff, in gara secca più eventuali supplementari e rigori, tutte le partite si sono giocate in casa della squadra meglio piazzata alla fine della regular season.

## Partecipanti
| Club                   | Città       | Stato             | Stadio                           | Capienza |
| ---------------------- | ----------- | ----------------- | -------------------------------- | -------- |
| C.V. Fuego             | Fresno      | California        | Fresno State Soccer Stadium      | 1.000    |
| Charlotte Independence | Charlotte   | Carolina del Nord | American Legion Memorial Stadium | 10.500   |
| Chattanooga Red Wolves | Chattanooga | Tennessee         | David Stanton Field              | 5.500    |
| Forward Madison        | Madison     | Wisconsin         | Breese Stevens Field             | 5.000    |
| Greenville Triumph     | Greenville  | Carolina del Sud  | Legacy Early College Field       | 4.000    |
| Lexington              | Lexington   | Kentucky          | Toyota Stadium (Georgetown)      | 5.000    |
| North Carolina FC      | Raleigh     | Carolina del Nord | WakeMed Soccer Park (Cary)       | 10.000   |
| Northern Colorado H.   | Windsor     | Colorado          | Future Legends Complex           | 6.000    |
| One Knoxville          | Knoxville   | Tennessee         | Regal Stadium                    | 3.000    |
| Richmond Kickers       | Richmond    | Virginia          | City Stadium                     | 22.611   |
| S.G. Tormenta          | Statesboro  | Georgia           | Eagle Field                      | 3.500    |
| Union Omaha            | Omaha       | Nebraska          | Werner Park (Papillion)          | 9.023    |

## Classifica regular season
|  | Pos. | Squadra                | Pt | G  | V  | N  | P  | GF | GS | DR  |
|  | ---- | ---------------------- | -- | -- | -- | -- | -- | -- | -- | --- |
|  | 1.   | Union Omaha            | 65 | 32 | 19 | 8  | 5  | 61 | 41 | +20 |
|  | 2.   | North Carolina FC      | 63 | 32 | 19 | 6  | 7  | 58 | 39 | +19 |
|  | 3.   | Northern Colorado H.   | 62 | 32 | 18 | 8  | 6  | 59 | 37 | +22 |
|  | 4.   | Charlotte Independence | 49 | 32 | 13 | 10 | 9  | 50 | 42 | +8  |
|  | 5.   | Greenville Triumph     | 48 | 32 | 13 | 9  | 10 | 45 | 40 | +5  |
|  | 6.   | Forward Madison        | 43 | 32 | 11 | 10 | 11 | 38 | 40 | -2  |
|  | 7.   | S.G. Tormenta          | 42 | 32 | 12 | 6  | 14 | 55 | 56 | -1  |
|  | 8.   | One Knoxville          | 38 | 32 | 9  | 11 | 12 | 36 | 39 | -3  |
|  | 9.   | Lexington              | 32 | 32 | 7  | 11 | 14 | 46 | 57 | -11 |
|  | 10.  | Chattanooga Red Wolves | 31 | 32 | 8  | 7  | 17 | 46 | 65 | -19 |
|  | 11.  | Richmond Kickers       | 29 | 32 | 6  | 11 | 15 | 42 | 55 | -13 |
|  | 12.  | C.V. Fuego             | 23 | 32 | 6  | 5  | 21 | 36 | 61 | -25 |

Legenda:
      Ammesse alle semifinali dei play-off.
      Ammesse al primo turno dei play-off.

## Playoff

### Primo Turno
| Squadra 1              | Risultato | Squadra 2          |
| ---------------------- | --------- | ------------------ |
| Charlotte Independence | 3 - 2     | Greenville Triumph |
| Northern Colorado H.   | 4 - 1     | Forward Madison    |

### Semifinali
| Squadra 1         | Risultato                | Squadra 2              |
| ----------------- | ------------------------ | ---------------------- |
| Union Omaha       | 0 - 0 d.t.s (5-6 d.c.r.) | Charlotte Independence |
| North Carolina FC | 3 - 1                    | Northern Colorado H.   |

### Finale
| Squadra 1         | Risultato                | Squadra 2              |
| ----------------- | ------------------------ | ---------------------- |
| North Carolina FC | 1 - 1 d.t.s (5-4 d.c.r.) | Charlotte Independence |